# Center, Missouri
Center är en ort i Ralls County i Missouri. Vid 2010 års folkräkning hade Center 508 invånare.